# The Elephant Man's Alarm Clock
The Elephant Man's Alarm Clock es el decimoséptimo álbum del guitarrista Buckethead, también es el tercero de cuatro álbumes que Buckethead ha lanzado a la venta en tours.

El disco está a la venta mundialmente ahora gracias a TDRSmusic.com.

## Canciones
1. Thai Fighter Swarm - 2:32
2. Final Wars - 4:08
3. Baseball Furies - 2:38
4. Elephant Man's Alarm Clock - 3:21
5. Lurker At The Threshold (Inspirado por H.P. Lovecraft) Part 1 - 3:51
6. Lurker At The Threshold Part 2 - 2:05
7. Lurker At The Threshold Part 3 - 2:12
8. Lurker At The Threshold Part 4 - 1:31
9. Oakridge Cake (Tributo a Kool Keith) - 3:28
10. Gigan - 2:29
11. Droid Assembly - 3:14
12. Bird With A Hole In The Stomach - 4:47
13. Fizzy Lipton Drinks - 10:58

## Créditos
- Todas las canciones fueron compuestas por:
  - Buckethead
  - Del Rey Brewer
- Producido por:
  - Dan Monti
  - Albert
- Grabado en:
  - The Slaughterhouse
- Programación y Mezclas por:
  - Dan Monti
- Portada por:
  - Bryan Theiss en Frankenseuss Laboratories

### Nota
- En la presentación interior de este álbum, apunta a Buckethead y Del Rey Brewer como compositores. Del Rey Brewer es Dan Monti bajo otro nombre.